# Pseudotrigonidium beta
Pseudotrigonidium beta är en insektsart som först beskrevs av Otte, D. 1987.  Pseudotrigonidium beta ingår i släktet Pseudotrigonidium och familjen syrsor. Inga underarter finns listade i Catalogue of Life.